# Pusta Zatoka (Tatry)

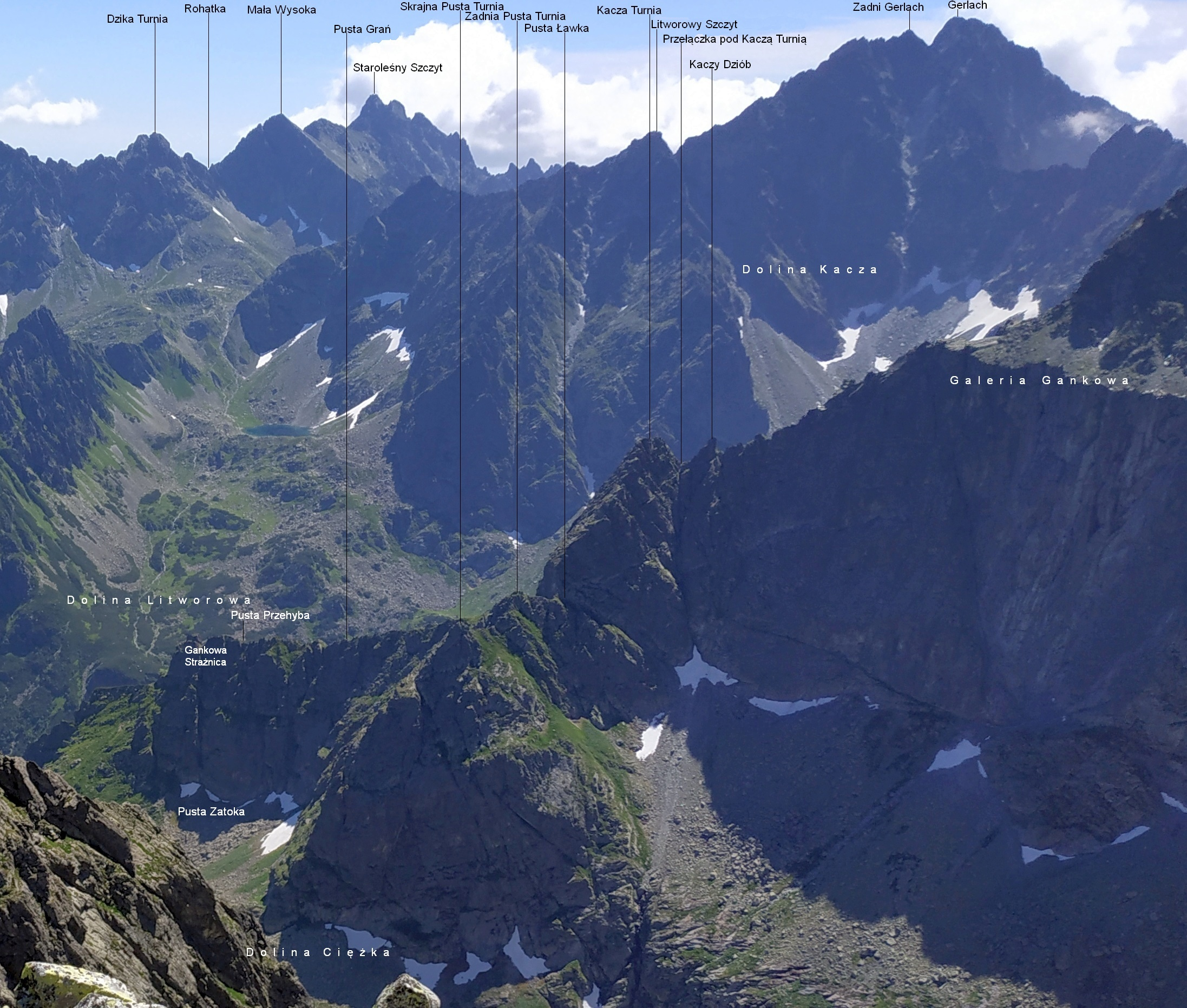
Widok z Niżnych Rysów

Pusta Zatoka – niewielki kocioł u podnóży Pustych Turni i grani między nimi a Gankową Strażnicą w Dolinie Ciężkiej w słowackich Tatrach Wysokich. Jest mało stromy o dnie zawalonym piargami. Od prawej strony jego ograniczenie tworzy Pusta Kopa, która jest przedłużeniem północnego filara Skrajnej Pustej Turni. Po wschodniej stronie Pustej Zatoki znajduje się duży i trawiasty upłaz podchodzący pod grań Gankowej Strażnicy. Wschodnia część tego upłazu opada do Gankowego Koryciska pionową ścianą. Od południa do Pustej Zatoki opada północno-zachodnia ściana Zadniej Pustej Turni o wysokości 150–250 m.
Przez Pustą Zatokę prowadzi łatwa droga wspinaczkowa „Od Ciężkiego Stawu na Pustą Ławkę”; I w skali tatrzańskiej, czas przejścia 45 min.